# Rottentail
Rottentail ist ein US-amerikanischer Horrorfilm aus dem Jahr 2018 des Regisseurs Brian Skiba, der auf der gleichnamigen Graphic Novel von Kevin Moyers und David C. Hayes basiert. In der Hauptrolle sind Corin Nemec, Doninique Swain, William McNamara und Gianni Capaldi.

## Inhalt
Peter Cotton arbeitet als Wissenschaftler für das Militär. Als er von einem mutierten Kaninchen gebissen wird, verwandelt sich Cotton und wird zu Rottentail, der die nächstgelegene Stadt terrorisiert.

## Produktion
Der Film wurde am 12. April 2018 von Ammo Content veröffentlicht. Der Film spielte 3383 US-Dollar ein.

## Kritik
Der Film erhielt überwiegend negative Kritiken.  Auf der Website Rotten Tomatoes des Bewertungsskala hat der Film eine Bewertung von 17 % aus 100 % basierend auf 6 Bewertungen.
Noel Murray von der Los Angeles Times bemerkte, dass der Film so schlecht wie blutig sei, sich in die länge ziehe und der Humor zu schlecht sei.

## Auszeichnungen
- Fixion Fest: Auszeichnung in der Kategorie Bester Schauspieler für  Corin Nemec[6]
- Fixion Fest: Nominierung in der Kategorie Bester Spielfilm[7]